# Park Ji-hoon
Park Ji-hoon (29 maggio 1999) è un cantante e attore sudcoreano.
Inizialmente attivo come attore bambino, è diventato famoso partecipando al talent show Produce 101, in cui si è classificato secondo entrando così a far parte degli Wanna One, con i quali è stato attivo tra il 2017 e il 2019. È quindi ritornato alla sua carriera da attore, impersonando il ruolo principale nelle serie Kkotpadang: Joseonhondamgongjakso e Meolliseo bomyeon pureun bom. Si è anche affermato un attore musicale con la sua partecipazione ai musical Peter Pan, The Harmonium in My Memory e Radio Star. Ha fatto il suo esordio da solista a marzo 2019 con l'EP O'Clock.

## Discografia

### Album in studio
- 2020 – Message

### EP
- 2019 – O'Clock
- 2019 – 360
- 2020 – The W
- 2021 – My Collection
- 2021 – Hot&Cold

### Singoli
- 2019 – L.O.V.E
- 2019 – 360
- 2020 – Wing
- 2020 – Gotcha
- 2021 – Gallery
- 2021 – Serious

### Colonne sonore
- 2020 – Midnight (per Love Revolution)

## Videografia
- 2019 – L.O.V.E
- 2019 – 360
- 2020 – Wing
- 2020 – Gotcha
- 2021 – Gallery
- 2021 – Serious

## Filmografia

### Cinema
- Sesang cham yeppeun Audrey (세상 참 예쁜 오드리?), regia di Lee Young-guk (2024)

### Televisione
- Jumong (주몽?) – serie TV (2006)
- Wanggwa na (왕과 나?) – serie TV (2007)
- Iljimae (일지매?) – serie TV (2008)
- Kkotpadang: Joseonhondamgongjakso (꽃파당: 조선혼담공작소?) – serie TV (2019)
- Yeon-aehyeongmyeong (연애혁명?) – serie TV (2020)
- Meolliseo bomyeon pureun bom (멀리서 보면 푸른 봄?) – serie TV (2021)
- Matrimonio e desideri (블랙의 신부?) – serie TV (2022) – cameo
- Weak Hero (약한영웅?) – serie TV (2022-2025)
- Hwansang-yeon-ga (환상연가?) – serie TV (2024)
- Tastefully Yours (당신의 맛?) – serie TV, episodio 2 (2025)

## Teatro
- Peter Pan (2007–2009)
- The Harmonium in My Memory (2010)
- Radio Star (2010–2011)
- A Midsummer Night's Dream (2014)

## Riconoscimenti
- APAN Music Awards
  - 2020 – Entertainer Award (Man)[6]

- Asia Model Awards
  - 2019 – Asia Star Award (Singers)[7]

- Korea First Brand Awards
  - 2021 – Best Idol Actor[8]

- Soribada Best K-Music Awards
  - 2019 – Bonsang Award[9]
  - 2019 – The New K-Wave Icon Award

- Ten Asia Global Top Ten Awards
  - 2019 – Popularity Award – China[10]